# Srna Marković
Srna Marković (* 6. Juni 1996 in Wien), verheiratete Srna Vardjan, ist eine österreichische Volleyballspielerin.

## Karriere
Marković begann ihre Volleyballkarriere im Alter von zwölf Jahren bei Volley16wien. Später wechselte die Außenangreiferin zum österreichischen Erstligisten SVS Post Schwechat. 2011 debütierte sie in der österreichischen Nationalmannschaft. In der Saison 2011/12 spielte sie für die Nachwuchsmannschaft ihres Vereins (X-Volley), die in der Bundesliga den dritten Platz belegte, während die erste Mannschaft Meister wurde. 2013 gewann Marković mit Schwechat das nationale Double aus Meisterschaft und Pokal. 2014 gelang dem Verein die Titelverteidigung in beiden Wettbewerben und sie wurde als MVP der Liga ausgezeichnet. Anschließend wechselte Marković zum deutschen Bundesligisten Ladies in Black Aachen. 2015 stand sie mit den Ladies in Black Aachen im Finale des DVV-Pokals, das im Tiebreak gegen Allianz MTV Stuttgart verloren ging. Anschließend wechselte sie zum Bundesligakonkurrenten Rote Raben Vilsbiburg. Nach zwei Jahren in Vilsbiburg machte sie den Schritt nach Italien und gewann mit Polisportiva Adolfo Consolini den Coppa Italia A2 sowie den zweiten Platz in der Liga A2.
Danach spielte Marković zwei Spielzeiten für Bosca San Bernardo Cuneo und eine Spielzeit für Savino Del Bene Scandicci in der italienischen Serie A1. Danach startete sie die Saison 2021/22 in der polnischen Tauron Liga bei Moya Radomka Radom, wechselte aber bereits Anfang Dezember 2021 zurück in die Bundesliga zum SC Potsdam. Doch auch in Potsdam wurde bereits nach einen Monat ihr Vertrag „aus medizinischen Gründen“ aufgelöst. Danach machte sie eine Pause vom Volleyball, heiratete und wurde Mutter einer Tochter. Zur Saison 2024/25 kehrte sie für ihren Ex-Club VB NÖ Sokol/Post auf das Volleyballfeld zurück und gewann mit dem Verein auf Anhieb zum dritten Mal das Double aus Pokal und Meisterschaft.